# Peilboot III
Das Peilboot III war für Vermessungs- und Transportaufgaben der Kaiserlichen Marine in der Kolonie Deutsch-Neuguinea im Einsatz.

## Geschichte
Das Peilboot III wurde 1913 auf der staatseigenen Werft in Tsingtau in der deutschen Kolonie Kiautschou gebaut. Es gehörte der Kaiserlichen Marine und wurde von der Marine am 13. April 1914 der „Australstation“ zugewiesen. Die Australstation umfasste das riesige Seegebiet der Kolonie Deutsch-Neuguinea und den Kontinent Australien. Am 16. April 1914 trat das Boot in Tsingtau unter Begleitung der Nusa und der Titania die Fahrt nach Truk an. Die Überführungsfahrt verlief über Nagasaki und Tanegashima (Japan), Saipan (Marianen) und Olol (Karolinen).
Ende Mai 1914 ging das Peilboot III in Jap in den Karolinen in Dienst.
Vom 15. Juni bis zum 9. August 1914 war Otto Hormel Kommandant des Peilbootes.
Das Boot sollte im August 1914 von Tsingtau aus Marinepost in Rabaul, der Hauptstadt von Deutsch-Neuguinea, aufnehmen, als der Erste Weltkrieg ausbrach. Ende August versenkte sich das unbewaffnete Schiff vor herannahenden japanischen Kriegsschiffen im Truk-Atoll in den Karolinen auf 7° 32′ N, 151° 51′ O selbst. Die Japaner hoben das Schiff. Über sein weiteres Schicksal ist nichts bekannt.
Die Besatzung wurde am 17. August 1914 durch die Coblenz nach Jap überführt und später auf die Cormoran eingeschifft.